# No Woman, No Cry
No Woman, No Cry est une chanson de Bob Marley, créditée sous le nom de Vincent Ford. Elle figure sur l'album Natty Dread (1974), mais c'est la version de l'album Live!, sortie en single en août 1975 qui reste la plus célèbre et deviendra un succès planétaire.
Bob Marley a peut-être écrit la chanson, ou la mélodie mais aurait donné les crédits de la chanson à son ami d'enfance Vincent Ford (1940-2008) afin d'assurer la survie de sa soupe populaire, se situant à Trenchtown, le ghetto où Marley a grandi. Une autre version veut qu'il ait crédité son ami d'enfance afin de ne pas verser de droits d'auteur à Danny Sims, propriétaire de Cayman Music avec qui il avait signé un contrat en 1968. Il est à noter que trois autres chansons Crazy Baldheads, Roots Rock Reggae et Positive Vibration ont été créditées à Vincent Ford.
Le titre provient d’une expression jamaïcaine, « no woman, nuh cry » qui en créole jamaïcain signifie : « femme, ne pleure pas » (et non « pas de femme, pas de larmes »),,. La chanson est en partie inspirée de l'époque où Bob Marley passait son temps dans la cour (yard) de Vincent Ford avec Rita Anderson (qui deviendra Rita Marley sa femme) et quelques amis dans le ghetto de Trenchtown. Dans une interview du 24 juillet 2012, Rita Marley a confirmé cette version : « Dans cette chanson, Bob raconte notre vie à Trenchtown. Nous ne possédions rien, excepté nos pieds pour marcher. »
Cette chanson a été reprise notamment par Byron Lee, Joe Cocker, Boney M, les Fugees, Jimmy Cliff, Derrick Morgan, Johnny Clarke, Ken Boothe, Tapper Zukie, Rancid, Sean Kingston, Londonbeat, Gilberto Gil, Dubmatique, Joss Stone, Joan Baez, I Muvrini, Xavier Rudd, Yeshe, Eric Clapton et Jeane Manson.
Le chanteur américano-français Joe Dassin a par ailleurs intégré en 1978 à son répertoire, une version en français écrite par les paroliers Pierre Delanoë et Claude Lemesle qui, tout en conservant la musique, mais sans le rythme reggae, modifie le sens des paroles. Dans celles-ci, « Si tu penses à moi » (qui est aussi le titre) remplace « No woman no cry » au moment du refrain. Dassin a aussi interprété une version en espagnol, titrée Si tu me extrañas.
Le magazine Rolling Stone l'a classé trente-septième plus grande chanson de tous les temps.

## Classements hebdomadaires

### Version de Bob Marley and The Wailers

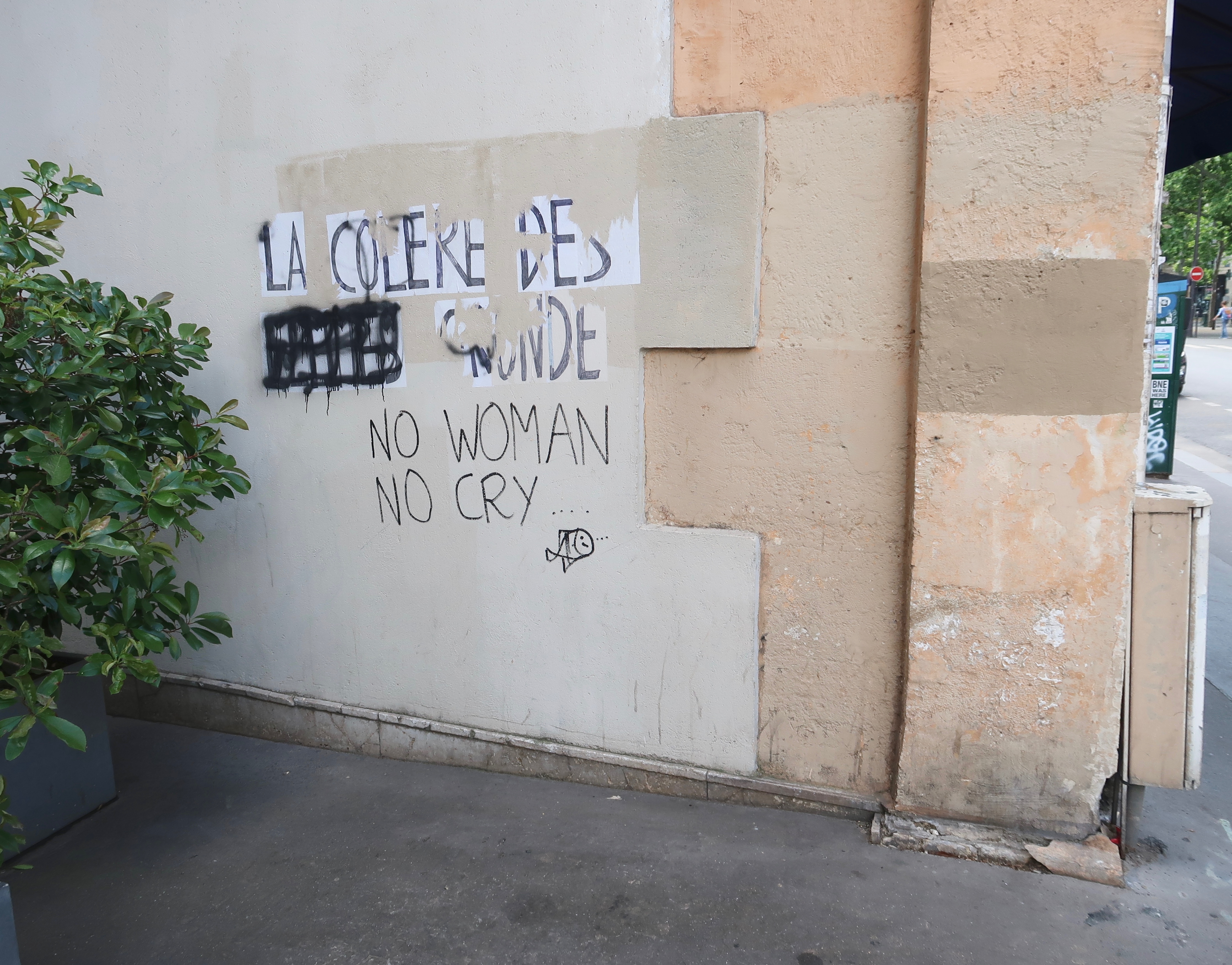
Graffiti à Paris reprenant le titre de la chanson.

| Classement (1975)              | Meilleure place |
| ------------------------------ | --------------- |
| Pays-Bas (Single Top 100)      | 23              |
| Pays-Bas (Single Tip)          | 2               |
| Royaume-Uni (UK Singles Chart) | 22              |

| Classement (1981)              | Meilleure place |
| ------------------------------ | --------------- |
| Nouvelle-Zélande (RMNZ)        | 30              |
| Royaume-Uni (UK Singles Chart) | 8               |

| Classement (2012) | Meilleure place |
| ----------------- | --------------- |
| France (SNEP)     | 103             |

## Dans la culture
Sauf indication contraire, les informations mentionnées dans cette section peuvent être confirmées par le générique de fin de l'œuvre audiovisuelle présentée ici, ainsi que par la base de données cinématographiques IMDb,  présente dans la section « Liens externes ».
- 2002 : L'Auberge espagnole de Cédric Klapisch - musique additionnelle